# Milagros Tolón
Milagros Tolón Jaime (Toledo, 25 de marzo de 1968) es una política española del PSOE, alcaldesa de Toledo entre 2015 y 2023. Además, es la actual Delegada del Gobierno en Castilla-La Mancha.

## Trayectoria
Licenciada en Geografía e Historia por la Universidad Complutense de Madrid y diplomada en Magisterio por la Universidad de Castilla-La Mancha.
Ha ejercido la docencia como profesora en la escuela de adultos de Toledo. Implicada en el movimiento juvenil de Toledo.
Fue concejala de Promoción Económica, Empleo y Turismo en el Ayuntamiento de Toledo, entre los años 2007 y 2011.
El 16 de junio de 2011 fue elegida diputada regional por la provincia de Toledo donde ha sido portavoz de empleo del grupo socialista y vicesecretaria General del Grupo Parlamentario Socialista. 
En enero de 2015 anunció su candidatura a las primarias en el PSOE para la alcaldía de Toledo.
Tras las elecciones municipales de mayo de 2015, se convirtió en la primera mujer en ocupar la alcaldía de Toledo y la presidencia del Consorcio de la ciudad. Tras ser elegida, en su primera intervención como alcaldesa, dirigió sus primeras palabras al reconocimiento a las mujeres que han luchado por una ciudad más justa e igualitaria. Mujeres anónimas, sencillas y valientes que han jugado un papel decisivo en la historia de la ciudad y no han sido reconocidas. Formó parte de las Ejecutivas provincial y municipal del PSOE. Tras las Elecciones municipales de España de 2019, el PSOE fue la fuerza más votada en la ciudad de Toledo, con el 44,23% de los votos, consiguiendo 12 de los 25 concejales y revalidando así el cargo de alcaldesa para un segundo mandato.
El 21 de septiembre de 2019 fue elegida vicepresidenta segunda de la Federación Española de Municipios y Provincias (FEMP) y el 17 de octubre de 2019, fue designada como portavoz del PSOE en la Federación Española de Municipios y Provincias (FEMP).  
Además, ha sido Secretaria Ejecutiva de Economía de las Ciudades en la Comisión Ejecutiva Federal del PSOE, bajo la secretaría general de Pedro Sánchez Pérez-Castejón, y presidenta del Comité Federal, máximo órgano de dirección del PSOE entre congresos. Actualmente forma parte de la Comisión Ejecutiva Federal del PSOE.     
El 28 de abril de 2022 fue elegida nueva secretaria general de la Agrupación Local PSOE de Toledo.
Está casada y tiene dos hijos. 
En las elecciones municipales de mayo de 2023 repite como candidata del PSOE a la Alcaldía en búsqueda de su tercer mandato siendo la candidatura más votada con 16.864 votos, obteniendo 11 concejales, frente a los 13.893 votos del PP (9 concejales), 5.945 de VOX (4 concejales) y 2.749 de Podemos-IU (1 concejal). Un pacto entre PP y VOX permitió la investidura como alcalde de Carlos Velázquez, candidato del PP. Milagros Tolón pasó a ser presidenta del Grupo Municipal Socialista. 
En las elecciones generales de julio de 2023 fue elegida diputada nacional en las Cortes Generales por la provincia de Toledo. 
En diciembre de 2023, fue nombrada delegada del Gobierno en Castilla-La Mancha.